# 蘭道夫 (阿拉巴馬州)
蘭道夫（英語：Randolph）是一個位於美國阿拉巴馬州比伯縣的非建制地區。該地的面積和人口皆未知。

## 地理
蘭道夫的座標為32°53′38″N 86°54′38″W / 32.893888°N 86.910555°W，而該地最高點為海拔高度169米（即554英尺）。